# Lebensraum

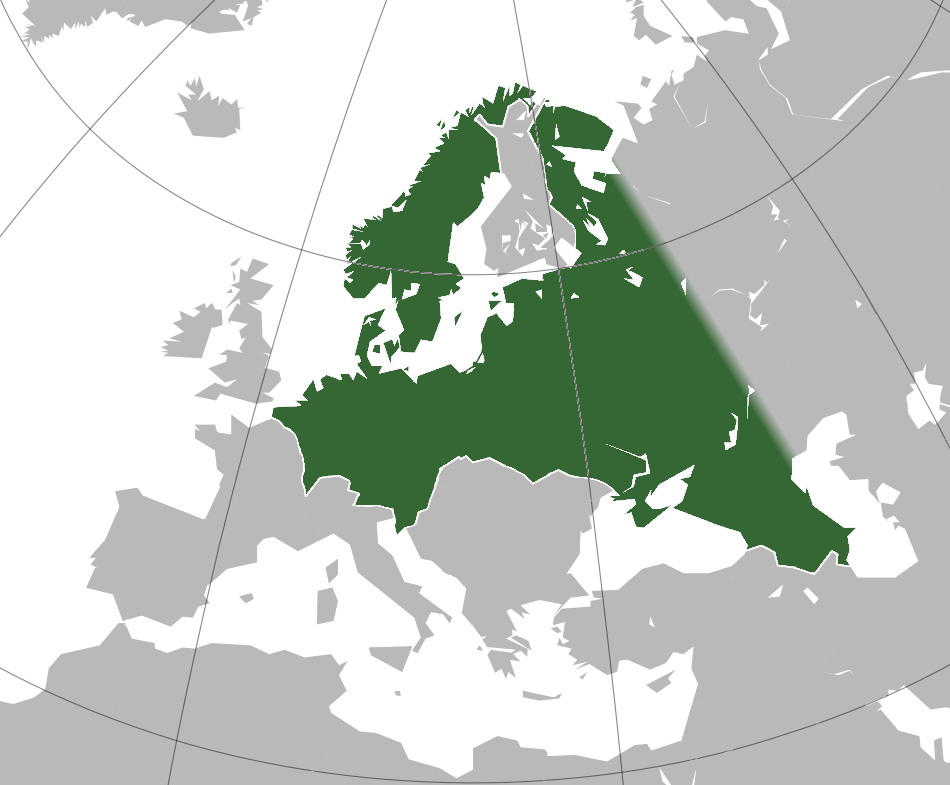
O Grande Reich Alemão, para ser alinhado com as políticas do Lebensraum, que tinha fronteiras derivadas dos planos do Generalplan Ost, da administração estatal e da Schutzstaffel (SS).

O conceito de espaço vital (em alemão:  Lebensraum), em geografia política, foi concebido por Friedrich Ratzel, nos seguintes termos:
| “ | Toda a sociedade, em um determinado grau de desenvolvimento, deve conquistar territórios onde as pessoas são menos desenvolvidas. Um Estado deve ser do tamanho da sua capacidade de organização. | ” |

Friedrich Ratzel propôs uma Antropogeografia, como um ramo da geografia humana, que estudaria o espaço de vida dos agrupamentos humanos. Ao sistematizar os conhecimentos políticos aplicados pela geografia, Ratzel contribuiu decisivamente para o surgimento da geografia política, que no início do século XX foi acrescida do termo geopolítica (este cunhado por Rudolf Kjellèn).

## Destino manifesto
O geógrafo alemão Friedrich Ratzel visitou a América do Norte no início de 1873 e se impressionou com a doutrina do destino manifesto nos EUA. Ratzel simpatizava com os resultados do "Destino Manifesto", mas ele nunca usou o termo. Em vez disso, ele contou com a Tese da Fronteira de Frederick Jackson Turner. Ratzel promoveu colônias ultramarinas para o Império Alemão, na Ásia e África, mas não uma expansão em terras eslavas. Depois alguns alemães reinterpretaram Ratzel para defender o direito da raça alemã de expandir na Europa, essa noção foi mais tarde incorporada à ideologia nazista. Harriet Wanklyn argumenta que os políticos distorceram a teoria de Ratzel para objetivos políticos.

## Espaço vital alemão

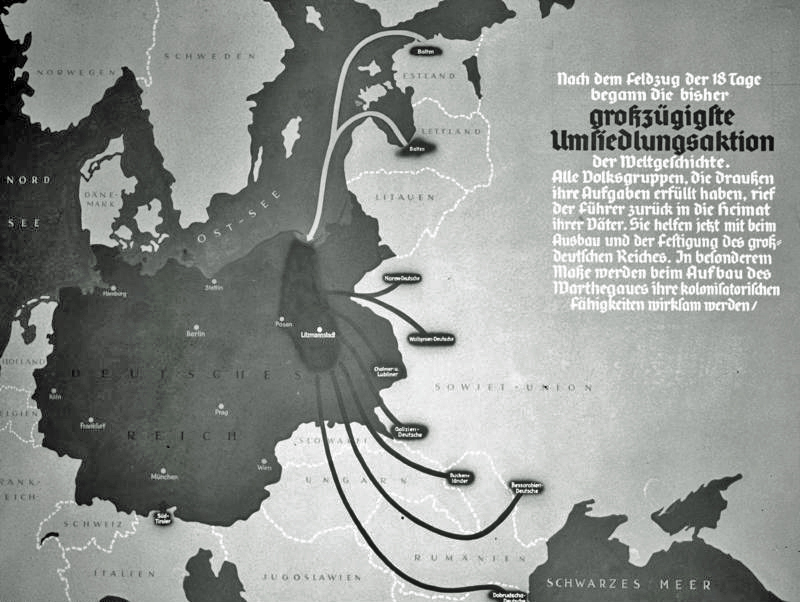
Origem dos colonizadores alemães dos territórios conquistados no Leste.

O espaço vital seria o espaço necessário para a expansão territorial de um povo, no caso, o povo alemão. Não apenas a restauração das fronteiras de 1914, mas também a conquista da Europa Oriental, espaço onde as necessidades, relativas à dominação territorial e recursos minerais desse povo seriam supridas. Quem também fazia parte, como se fosse um "trato", era a Itália, que por ficar do outro lado do "espaço vital" era de grande interesse alemão. O interesse alemão e italiano nesta expansão justificava-se em certa medida pelo fato de os dois países serem retardatários na expansão marítima europeia, e ao contrário da França e da Inglaterra, não tinham vastos domínios coloniais. O possibilismo, de Vidal de La Blache, serviu como uma resposta antagônica ao espaço vital, ao considerar que havia maneiras de desenvolver economicamente em um limitado espaço geográfico. O líder nazista desejava atacar a União Soviética no verão de 1940, logo após a queda da França.
Adolf Hitler considerava que a "raça ariana" (que segundo ele, era superior) deveria permanecer unida, e para uni-la ao Império Alemão deveria possuir um território maior. Esse território era onde o povo germânico morava, porém foi dividido. Era chamado de "Espaço Vital Alemão". Tal argumento foi amplamente discutido em seu livro Mein Kampf, e utilizado como discurso de justificativa da marcha alemã sobre a Europa a começar pela anexação da Áustria, que antes pertencia à Confederação Germânica e antes disso ao Sacro Império Romano-Germânico. Hitler queria invadir Sudetos, que compunham a região mais industrializada da Tchecoslováquia, mas havia um problema: as potências França e Inglaterra tinham assinado um acordo com a Tchecoslováquia que prometia protegê-la em caso de ataque estrangeiro.